# Јаков Барадеј
Јаков Барадеј (арапски:يعقوب البرادعي‎), takođe. Барадај, Бурд’оно или грчки: Занзолус односно Канкалос(Тел-Маузалат, 490/505 — Едеса, 30. јул 578) био је сиријски миафизитски монах, игуман манастира, а од 541. године епископ Едесе. Традиционално се сматра другим оснивачем Сиријске оријентално-православне цркве, која се по њему понекад назива и Јаковитском.
Јаков се родио у мјесту Тела Маузалат у Осроени, око 55 km источно од Едесе. Отац му је био свештеник, који га је још у дјетињству дао у оближњи манастир гдје је прихватио аскетизам, али и добро научио грчки језик и сиријску књижевност. Након смрти родитеља је ослободио њихове робове, а потом им поклонио све своје насљедство. С временом је постао презвитер и стекао репутацију аскете која је дошла до Константинопоља и дубоко импресионирала византијску царицу Теодору, која је тајно симпатсала миафизитство. Јаков је позван у Константинопољ гдје је провео сљедећих 15 година. Иако је био позиван на двор, више је волио да живи у манастиру, гдје је контактирао са затвореним миафизитским епископима и вођама. Након што је 541. именован за епископа, путовао је по источним провинцијама и настојао да обнови миафизитске цркве. Тада се нашао под жестоким ударом царске власти, која је силом настојала да успостави халкедонска учења. Јаковљеви напори су ојачали миафизитство и омогућили стварање древноисточних цркава, али нису спријечили раскол између Сиријске и Коптске цркве у Египту. Преминуо је на путу за Египат, чији је циљ био да се тај раскол ријеши.